# V. Narayanasamy

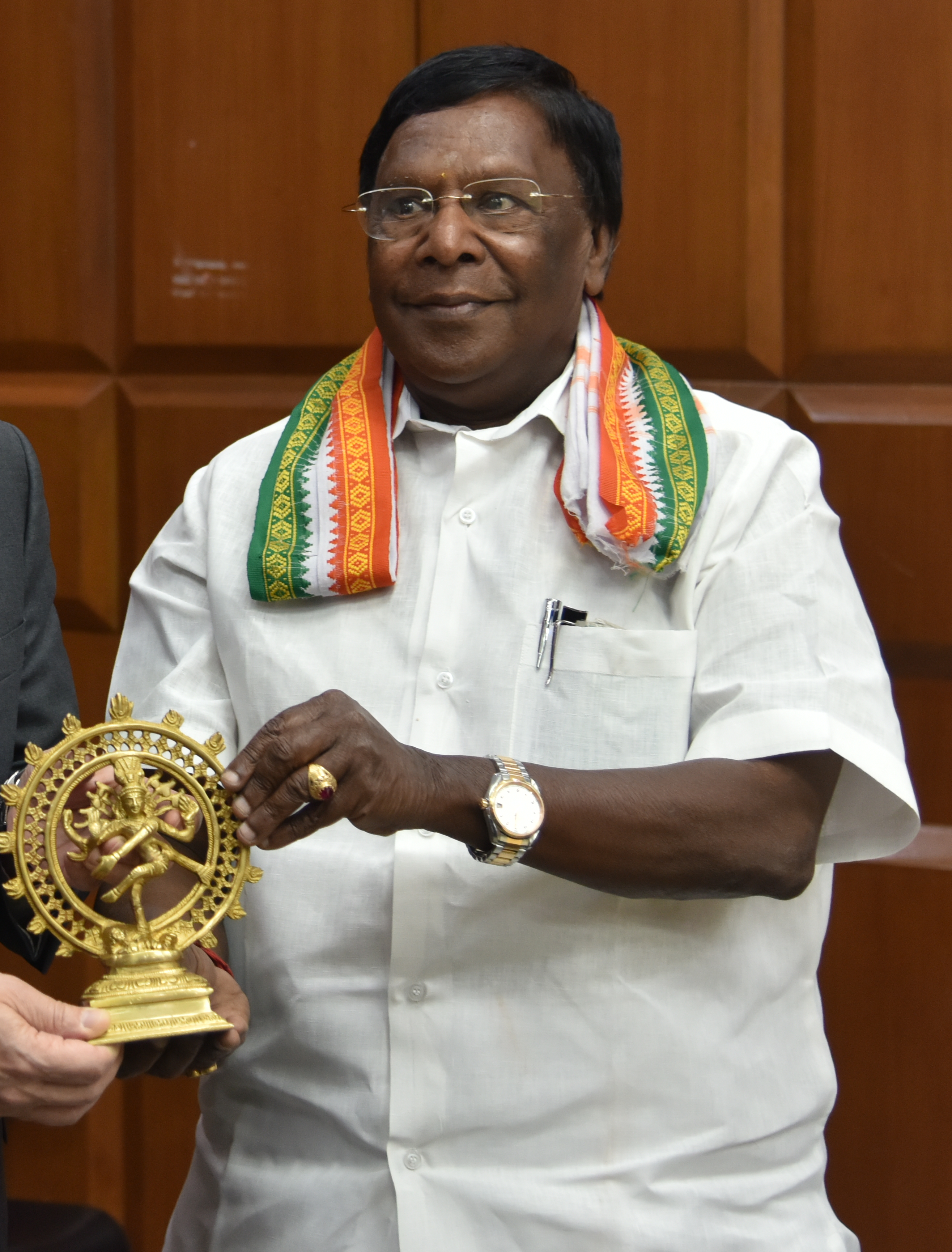
V. Narayanasamy, 2018

V. Narayanasamy (Tamil வி. நாராயணசாமி; * 30. Mai 1947 in Pondicherry, damals noch Teil von Französisch-Indien, heute Puducherry, Indien) ist ein indischer Politiker. Er war vom 6. Juni 2016 bis 22. Februar 2021 Chief Minister des Unionsterritoriums Puducherry.

## Biografie

### Jugend und Ausbildung
V. Narayanasamy wurde 1947 in einem kleinen Dorf in Pondicherry (ab 2006: Puducherry) als Sohn von Velu und Iswary geboren. Zu dieser Zeit waren die Stadt und Umgebung unter dem Namen Pondicherry noch eine französische Kolonialbesitzung. Erst 1954 kam das Gebiet an das 1947 unabhängig gewordene Indien. Der Vater war als toddy tapper in dem Dorf Thavalakkuppam tätig, d. h., er verdiente seinen Unterhalt mit dem Abzapfen von Palmsaft zur Herstellung von Palmwein. Sein Sohn V. Narayanasamy war das erste Familienmitglied, das eine höhere Ausbildung erhielt. Dieser besuchte zunächst das Tagore Arts College in Pondicherry, wo er den Grad eines M.A. erlangte und anschließend die Annamalai University in Chidambaram (nach anderen Informationen das Madras Law College), wo er Rechtswissenschaften studierte und den Abschluss eines Master of Law (M.L.) erreichte. Eine Zeitlang war er danach als Rechtsanwalt tätig.

### Politische Karriere
In den 1970er Jahren schloss er sich der Kongresspartei an und war seit Mitte der 1980er Jahre ganz überwiegend in Delhi tätig, schaffte es jedoch, die Verbindung ins heimische Pondicherry aufrechtzuerhalten und dort weiter einen gewissen Einfluss in der örtlichen Organisation der Kongresspartei zu behalten. In der Kongresspartei-Zentrale wurde seine unbedingte Loyalität geschätzt. 1985 bis 1991, sowie 1991 bis 1997 war er Abgeordneter für Pondicherry in der Rajya Sabha, dem „Staatenhaus“ des indischen Parlaments.
Im ersten Kabinett von Ministerpräsident Manmohan Singh war Narayanasamy 2008 bis 2009 Staatsminister für Planung und Parlamentsangelegenheiten. Bei der Parlamentswahl in Indien 2009 gewann er den Wahlkreis Puducherry mit deutlicher Mehrheit von 49,4 % vor allen Mitbewerbern. In der sich anschließenden Legislaturperiode war er als Staatsminister (Staatssekretär) im Kabinett Manmohan Singh II in verschiedenen Funktionen tätig: 2009 für Planung und Parlamentsangelegenheiten, vom 19. Januar 2011 bis 20. Oktober 2011 für Personal, Öffentliches Beschwerdewesen, Pensionen und Angelegenheiten des Premierministers, sowie vom 19. Januar 2011 bis 19. Juli 2011 für parlamentarische Angelegenheiten. Bei der Parlamentswahl in Indien 2014 trat Narayanasamy erneut im Wahlkreis Puducherry für die Kongresspartei an, verlor aber mit 26,4 % der Stimmen gegenüber seinen Mitbewerber R. Radhakrishnan (AINRC), der auf 34,6 % kam.
Die Wahl zum Parlament von Puducherry am 16. Mai 2016 wurde durch die Kongresspartei im Wahlbündnis mit der DMK gewonnen. Anschließend kam eine Diskussion auf, wer den Chief Minister-Posten besetzen sollte. Mehrere Personen signalisierten Interesse, darunter Ex-Chief Minister V. Vaithilingam. Letztlich einigte man sich nach längeren Verhandlungen, bei denen die Kongresspartei-Zentrale in Delhi eine entscheidende Rolle spielte, auf V. Narayanasamy als neuen Chief Minister. Dieser war nicht unumstritten. Die Kritik entzündete sich vor allem an dem Umstand, dass Narayanasamy nicht bei der Wahl in einem Wahlkreis kandidiert und dementsprechend kein Abgeordnetenmandat gewonnen hatte. In seiner langjährigen Politikerkarriere hatte sich Narayanasamy nur zweimal in einer Direktwahl gestellt (2009 und 2014) und dabei einmal gewonnen (2009). In der Presse wurde er deswegen vereinzelt als „der Chief Minister, den fast niemand will“ bezeichnet. Am 6. Juni 2016 wurde er als Chief Minister vereidigt. Da er über kein Abgeordnetenmandat verfügte, musste er im Rahmen einer Nachwahl innerhalb der kommenden 6 Monate ins Parlament gewählt werden um sein Amt als Chief Minister behalten zu können. Dies gelang ihm auch am 22. November 2016, als er eine Nachwahl im Wahlkreis Nellithope gegen den AIADMK-Kandidaten gewann.
Im Januar/Februar 2021, als sich der nächste turnusmäßige Wahltermin näherte, verlor die Regierung V. Narayanasamys durch mehrere Rücktritte von Kongressparteiabgeordneten ihre parlamentarische Mehrheit. Die daraufhin anberaumte Vertrauensabstimmung im Parlament von Puducherry am 22. Mai 2021 verlor Narayanasamy und er trat vom Amt des Chief Ministers zurück. Sein Nachfolger im Amt des Chief Ministers wurde nach einer 3½-monatigen Phase von president’s rule ab dem 7. Mai 2021 N. Rangasamy.

## Persönliches
Am 19. Juni 1977 heiratete Narayanasamy Kalai Selvi, mit der er einen Sohn und eine Tochter hat. Als seine Hobbys werden Volleyball und Badminton angegeben.